# تپه کانی زرده
تپه کانی زرده مربوط به دوران پیش از تاریخ ایران باستان است و در شهرستان مریوان، جنوب شرقی‌جاده شیخ کوربه دری و نشکاش واقع شده و این اثر در تاریخ ۲۷ مرداد ۱۳۸۲ با شمارهٔ ثبت ۹۶۳۸ به‌عنوان یکی از آثار ملی ایران به ثبت رسیده‌است.